# Малі річні бронекатери проєкту 1125
Проєкт 1125 — наймасовіший тип  річкових бронекатерів Військово-морського флоту СРСР.

## Історія створення

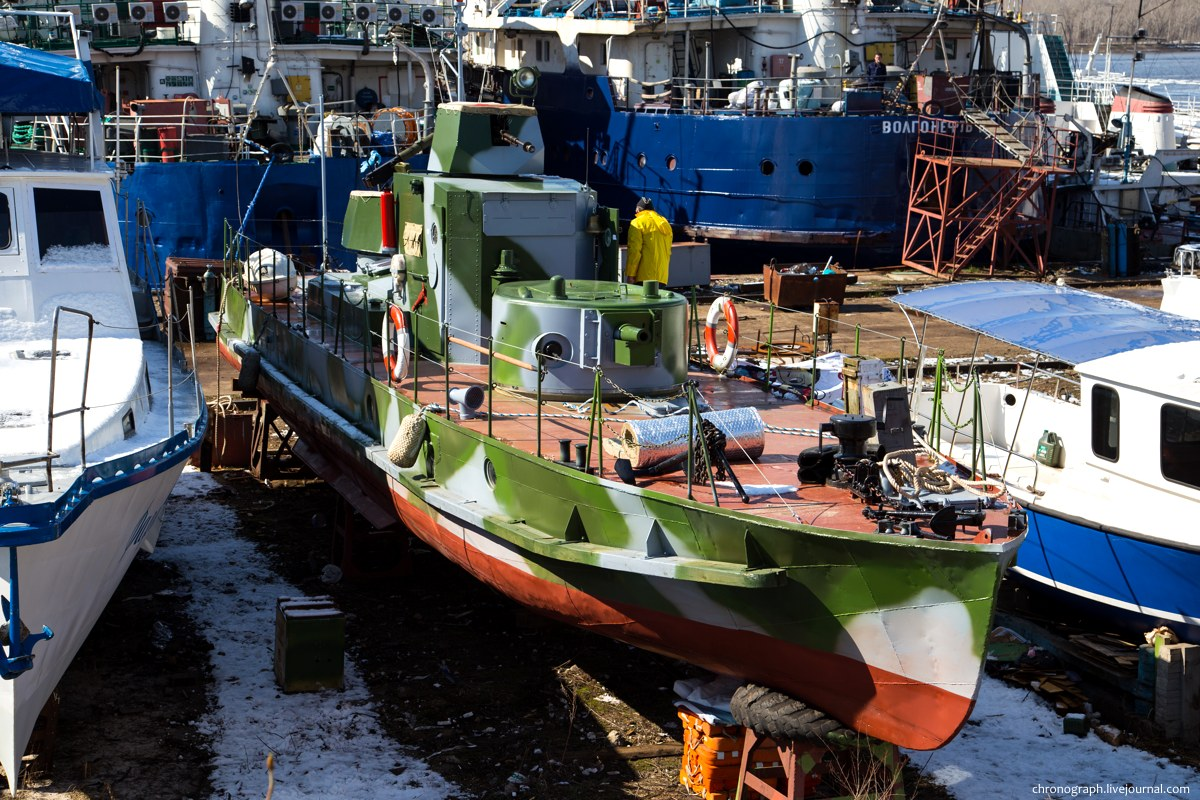
Репліка бронекатера БК-75

12 листопада 1931 року командування РККФ затвердило технічне завдання створення двох типів бронекатерів .
Великий бронекатер, що передбачався для Амура, планували озброїти двома 76-мм гарматами у двох вежах від танків, а малий бронекатер - однією 76-мм гарматою в танковій вежі. У той же час на бронекатері планували встановити по дві малі вежі з кулеметами гвинтівкового калібру. Максимальне осадження великого бронекатера планували до 0,7 м, а малого — до 0,45 м. Катери мали вміщуватися в залізничні габарити СРСР для можливості перевезень залізницями  .
22 червня 1932 року технічне завдання видано організації «Лєнрічсудопроєкт». Для бронекатерів були обрані вежі та гармати від танка Т-28 та бензинові двигуни ГАМ-34  .
У жовтні 1932 року «Лєнрічсудопроєкт» закінчив проектування катерів . Великий бронекатер найменований «Проєкт 1124»; малий - "Проєкт 1125". Ці катери були схожі за конструкцією .
1934 року Зеленодольський суднобудівний завод імені Горького отримав оборонне замовлення на будівництво нових для того часу кораблів — річкових бронекатерів проектів 1124 та 1125; за 10 років їх збудовано у кількості 154  одиниці.
Головний конструктор проекту 1125 був Бенуа Юлій Юлійович  .

## Бронекатери - пам'ятники
Бронекатери проекту 1125 встановлені як пам'ятки у наступних містах: 
- Ізмаїл (БК-134) До 22.03.1944 носив ім'я (БКА-134) «Герой Радянського Союзу Красносільський»
- Канів
- Київ (макет)
- Херсон (БКА-301) [3]

## Галерея

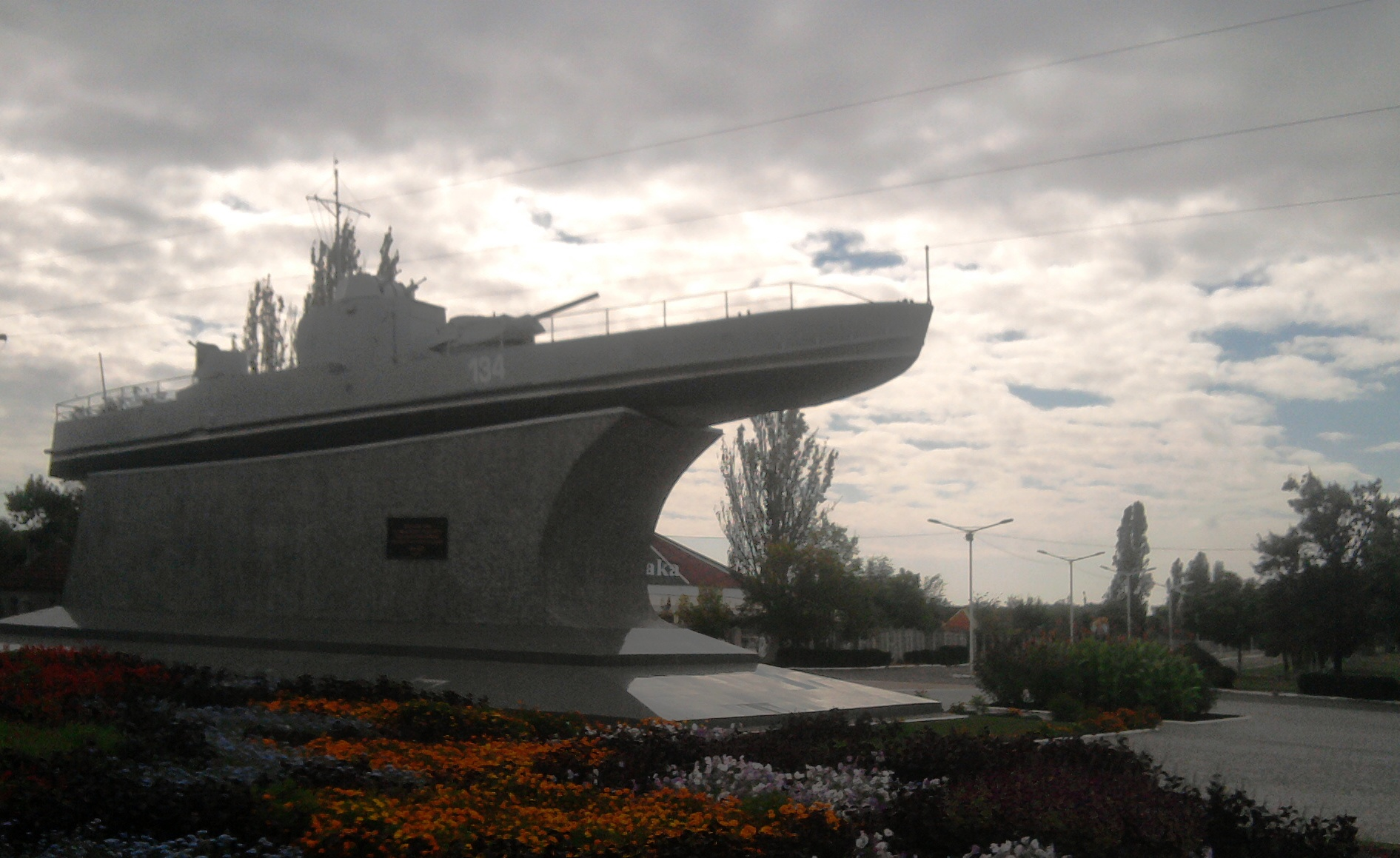
Бронекатер проекту 1125 № 134 в Ізмаїлі
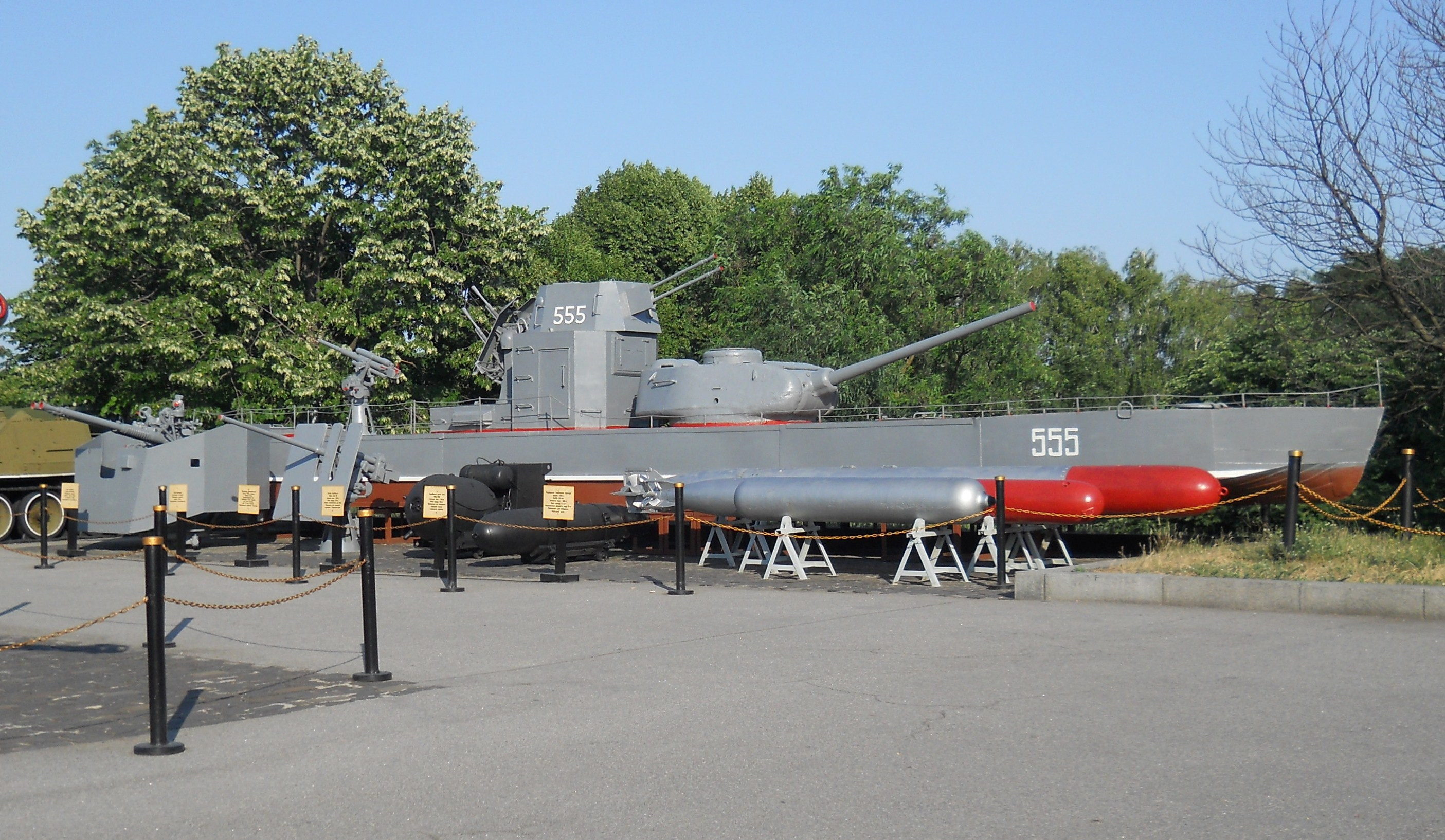
Макет бронекатера проекту 1125 у Києві